# Кунунурра
Кунунурра (англ. Kununurra, від Goonoonoorrang, тобто річка у перекладі з місцевої мови) — місто в Австралії. Підпорядковується регіону Кімберлі у складі штату Західна Австралія. Виникла під час спорудження зрошувальної системи на річці Орд.

## Географія
Кунунурра розташована на північ від водосховища Аргайл за 3000 км від міста Перт неподалік від адмінкордону з Північною Територією.

### Клімат
Містечко знаходиться у зоні, котра характеризується кліматом помірних степів та напівпустель. Найтепліший місяць — листопад із середньою температурою 31.7 °C (89 °F). Найхолодніший місяць — липень, із середньою температурою 22.2 °С (72 °F).
| Клімат Кунунурри        | Клімат Кунунурри | Клімат Кунунурри | Клімат Кунунурри | Клімат Кунунурри | Клімат Кунунурри | Клімат Кунунурри | Клімат Кунунурри | Клімат Кунунурри | Клімат Кунунурри | Клімат Кунунурри | Клімат Кунунурри | Клімат Кунунурри | Клімат Кунунурри |
| Показник                | Січ.             | Лют.             | Бер.             | Квіт.            | Трав.            | Черв.            | Лип.             | Серп.            | Вер.             | Жовт.            | Лист.            | Груд.            | Рік              |
| Абсолютний максимум, °C | 43,9             | 42,2             | 40,5             | 39,5             | 38               | 36,7             | 36,4             | 39,4             | 41               | 43,6             | 45,1             | 44,6             | 45,1             |
| Середній максимум, °C   | 36,4             | 35,5             | 35,3             | 35,5             | 32,9             | 30,5             | 30,2             | 33,6             | 36,4             | 38,3             | 38,8             | 38,1             | 35,1             |
| Середня температура, °C | 30               | 30               | 29               | 28               | 26               | 23               | 22               | 25               | 28               | 31               | 32               | 31               | 28               |
| Середній мінімум, °C    | 25,1             | 24,9             | 24,1             | 21,3             | 19,1             | 15,9             | 15               | 17,5             | 20,8             | 23,7             | 25,4             | 25,7             | 21,6             |
| Абсолютний мінімум, °C  | 19,6             | 19               | 16,1             | 12,2             | 9,6              | 7,7              | 4,8              | 9,2              | 10,6             | 15               | 17,2             | 19,1             | 4,8              |
| Норма опадів, мм        | 190              | 210              | 140              | 20               | 10               | 0                | 0                | 0                | 0                | 20               | 70               | 100              | 790              |
| Днів з дощем            | 14,4             | 15,1             | 10,8             | 2,7              | 1                | 0,2              | 0,3              | 0,1              | 0,6              | 3,4              | 6,7              | 10,3             | 65,6             |
| ----------------------- | ---------------- | ---------------- | ---------------- | ---------------- | ---------------- | ---------------- | ---------------- | ---------------- | ---------------- | ---------------- | ---------------- | ---------------- | ---------------- |
| Джерело: Weatherbase    |                  |                  |                  |                  |                  |                  |                  |                  |                  |                  |                  |                  |                  |